# Lesat
Lesat (francès Lézat-sur-Lèze) és un municipi francès situat al departament de l'Arieja i a la regió occitana d'Occitània.
En aquesta població hi va haver el monestir benedictí de Sant Pere de Lesat, del qual fou abat Garí, poc abans d'esdevenir abat del monestir català de Sant Miquel de Cuixà. Aquesta abadia de Lesat es va crear cap a l'any 940, sota l'impuls del vescomte de Tolosa, emparentat amb la casa de Carcassona. Molt aviat, aquest monestir esdevingué molt notable i ric. A mitjan segle x, ja tenia drets en sis comtats, en depenien 12 esglésies i 22 vil·les o altres poblacions. Després d'un greu incendi, al segle xi el monestir va ésser reconstruït. Va rebre importants donacions. Restava sota la protecció del papa. L'any 1073, Sant Pere de Lesat va restar lligat a l'orde de Cluny i es va beneficiar del moviment cultural, religiós i artístic que acompanyà l'orde cluniacenc.